# Emily Coonan
Pour les articles homonymes, voir Coonan.
Emily Coonan (25 mars 1885 - 23 juin 1971) est une peintre post-impressionniste canadienne, née dans la région de Pointe-Saint-Charles à Montréal.

## Biographie
En tant que membre du groupe de Beaver Hall , Coonan a surtout peint des figures. Influencée par William Brymner et James Wilson Morrice dans les premières années puis par les vagues impressionnistes européennes, les œuvres de Coonan présentent les caractéristiques impressionnistes et modernes. Par sa description fidèle de la nature et des gens, elle a considérablement influencé le développement du modernisme et de l'impressionnisme au Canada.

## Jeunesse
Fille de William Coonan, machiniste du chemin de fer du Grand Tronc, et Mary Anne Fullerton, elle est née à Pointe-Saint-Charles, à Montréal, et a fait ses études à l'Académie pour filles de Sainte-Anne, située à proximité. Emily fut encouragée à étudier l'art dès son inscription au Conseil des arts et manufactures vers 1898, sous la direction des professeurs Edmond Dyonnet, Joseph-Charles Franchère, Joseph Saint-Charles et Charles Gill. Elle étudie ensuite à l'Art Association of Montreal avec William Brymner entre 1905 et 1907.

## Carrière artistique
En 1907, une fois inscrite à l'Art Association of Montreal, Coonan commence à exposer son travail au sein de cette association jusqu'en 1933. Sa première pièce primée, Eva and Daisy (1907), est une étude de personnages des sœurs de Coonan, qui lui a valu la première place au salon étudiant annuel de l'Art Association of Montreal de 1907. En 1913, le Musée des beaux-arts du Canada lui décerne sa première bourse de voyage. Ce prix a été remis à un étudiant en arts qui représentait le potentiel le plus prometteur pour étudier et pratiquer en Europe. En raison du déclenchement de la Première Guerre mondiale, le voyage de Coonan fut reporté à 1920. Au cours de son séjour, elle commence à montrer sa version stylisée du modernisme européen dans ses œuvres et commence à créer des peintures de paysages principalement. À son retour au Canada en 1921, elle devient membre du groupe Beaver Hall. En tant que membre des studios Beaver Hall, Coonan participe à quelques-uns des quatre expositions que le groupe organise avant que sa dissolution en 1922. Coonan acquiert une renommée internationale lorsque sa pièce Girl in Dotted Dress (1923) est sélectionnée pour figurer à la British Empire Exhibition en Angleterre. Elle s'inspire des impressionnistes français et de James Wilson Morrice. Après la mort de son professeur, Brymner, Coonan crée et expose moins d'œuvres. Elle décide de ne pas participer à l'exposition de printemps de l'Académie royale canadienne et de ne participer qu'à trois autres expositions de printemps de sa vie. Bien qu'elle continue à peindre plus tard dans la vie, Coonan cesse de participer à des expositions publiques après 1933.
Coonan a peint uniquement pour sa famille et ses amis les dernières années de sa vie. Coonan a vécu dans sa maison d’enfance jusqu’en 1966. Elle décède en 1971 à l'âge de 86 ans alors qu'elle habite avec sa nièce Patricia Coonan à Montréal.

## Musées et collections publiques
- Art Gallery of Hamilton
- Galerie Leonard & Bina Ellen, Université Concordia
- Musée des beaux-arts de Montréal
- Musée des beaux-arts du Canada[4]
- Musée national des beaux-arts du Québec[12]
- The Robert McLaughlin Gallery
- The Winnipeg Art Gallery

## Galerie

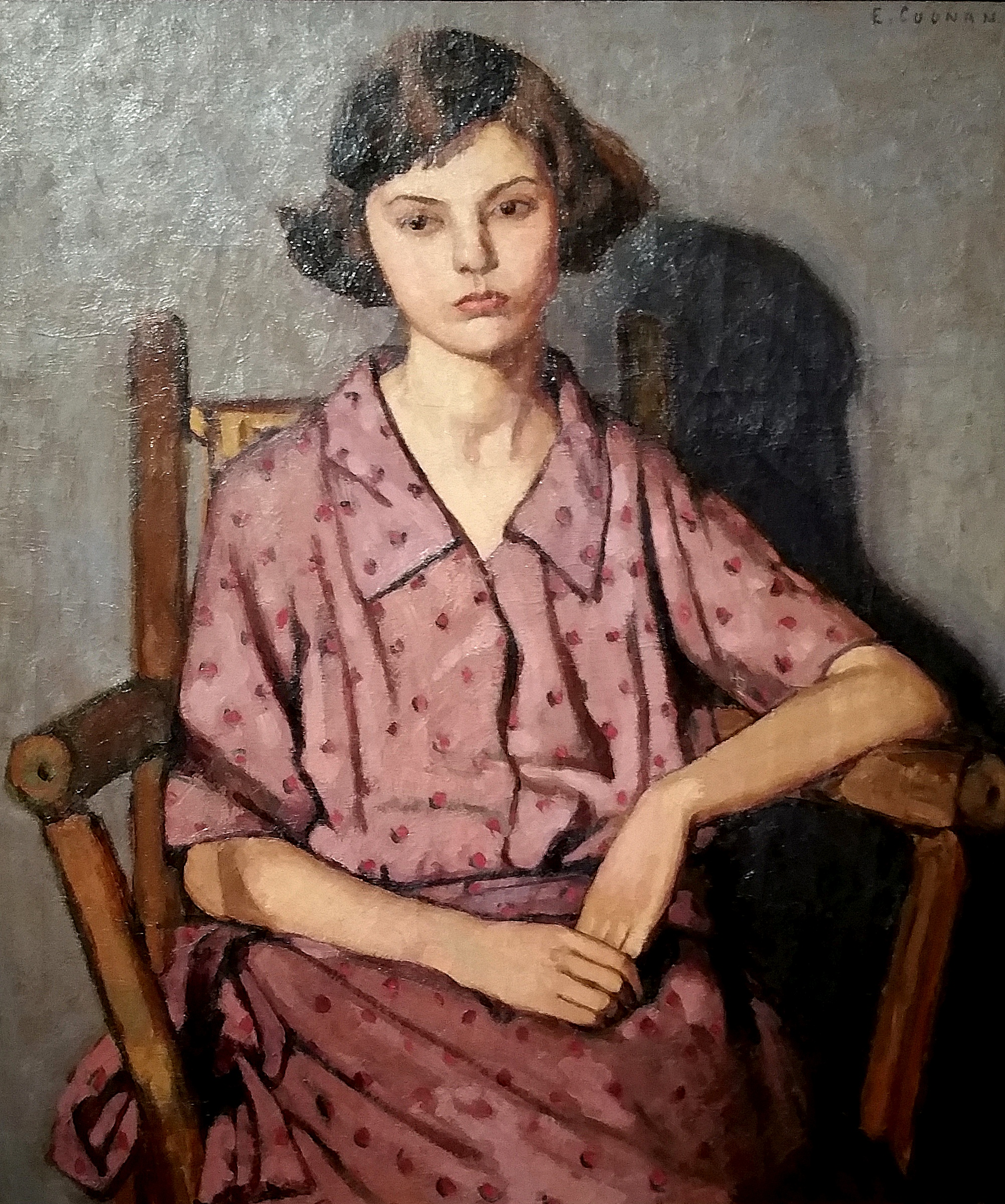
Jeune fille en robe à pois, 1923
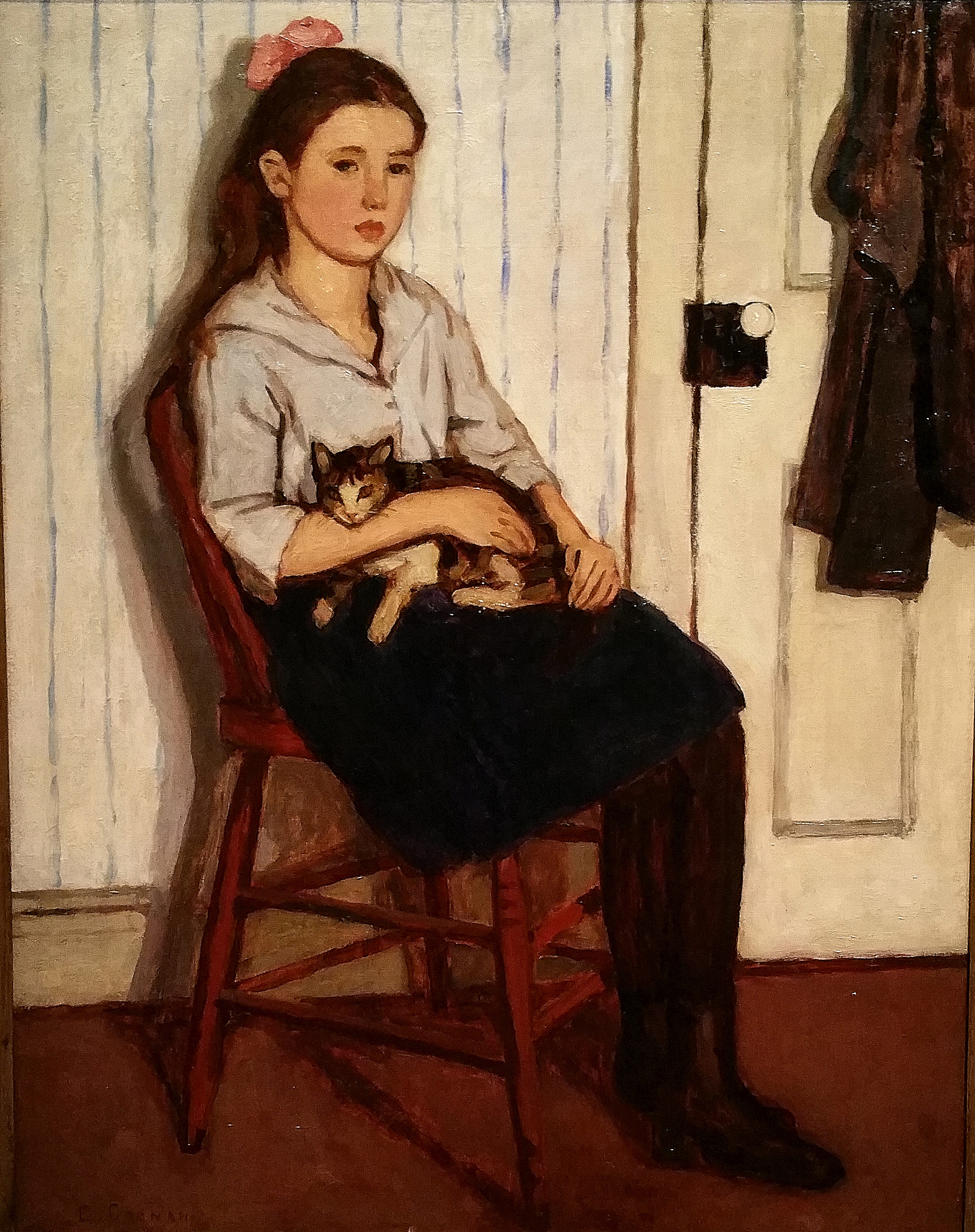
Jeune fille et chat, 1920